# Gottlieb Sigmund Gruner
Gottlieb Sigmund Gruner (* 20. Juli 1717 in Trachselwald, Kanton Bern; † 10. April 1778 Utzenstorf) war ein Schweizer Naturforscher (Geologe, Mineraloge) der Aufklärung. Von ihm stammen die ersten Fundkarten von Mineralien in der Schweiz, und er veröffentlichte die erste Mineralogie der Schweiz.

## Leben
Gruner stammte aus einer Berner Ratsfamilie. Sein Vater Johann Rudolf Gruner (1680–1761), der auch ein Naturalienkabinett besass und geographische und historische Informationen über den Kanton Bern zusammentrug, war Pfarrer in Trachselwald und später in Burgdorf BE. Gottlieb Sigmund Gruner besuchte die Lateinschule in Burgdorf, studierte in Bern Jura und schloss mit der Promotion ab. 1739 wurde er Notar. Er war 1741 Archivar des Landgrafen von Hessen-Homburg und dann Lehrer (Hofmeister) des Erbprinzen Christian von Anhalt-Bernburg-Schaumburg-Hoym (1720–1758), mit dem er ab 1743 durch Preussen und Schlesien und an die Universität Halle reiste. 1749 wurde er Vizeamtsschreiber im zum Kanton Bern gehörigen Thorberg, 1755 Fürsprech vor den Zweihundert in Bern und 1764 Landschreiber von Landshut und Fraubrunnen.
Bekannt wurde Gruner als Geologe. Er publizierte 1760 ein dreibändiges Werk über Berge und Gletscher in der Schweiz (dessen dritter Band der Natur der Gletscher gewidmet ist) und 1775 eine Karte von Mineralienfundstellen in der Schweiz, die er auch zu klassifizieren versuchte. Er veröffentlichte Arbeiten über Bergwerke, Bienenzucht, Reiseführer durch die Schweiz und anderes. Seine Berichte über die Schweizer Bergwelt beruhen weniger auf eigenen Reisen als auf Erzählungen anderer und aus älterer Literatur.
Er war ab 1761 Mitglied der Ökonomischen Gesellschaft in Bern und erhielt sechs Preise der Gesellschaft. Gruner besass eine umfangreiche Mineralien- und Fossiliensammlung.
Am 12. Juni 1766 wurde er mit dem Beinamen Acarnan III. Mitglied der Leopoldina.

## Schriften
- Die Eisgebirge des Schweizerlandes. 3 Bände, Abraham Wagner, 1760 bis 1762, Bern Band 1.
  - Französische Übersetzung: Histoire naturelle des glacières de Suisse. Paris 1770 ((Google Books)).
- Versuch eines Verzeichnisses der Mineralien des Schweizerlandes. Bern 1775 ((Google Books)).
- Die Naturgeschichte Helvetiens in der Alten Welt. Bern 1775 ((Google Books)) (Französisch Neuchâtel 1776)
- Reisen durch die merkwürdigsten Gegenden Helvetiens. 2 Bände. Bern 1778 (im Buch ist London als Erscheinungsort angegeben, in Wirklichkeit war es Bern).